# Leucania amurensis
Leucania amurensis là một loài bướm đêm trong họ Noctuidae.